# Ляновери
Ляновери (на гръцки: Λιανοβέργι, катаревуса Λιανοβέργιον, Ляновергион, до 1926 Λιανοβέρι) е село в Република Гърция, дем Александрия, област Централна Македония.

## География
Селото е разположено в областта Урумлък (Румлуки), на 9 m надморска височина, на 5 km източно от Александрия (Гида) и на 2 km западно от Плати.

## История

### В Османската империя
В XIX век Ляновери е гръцко село в Солунската каза на Османската империя. Александър Синве („Les Grecs de l’Empire Ottoman. Etude Statistique et Ethnographique“) в 1878 година пише, че в Ляновери (Lianovéri), Камбанийска епархия, живеят 156 гърци. По данни на секретаря на Българската екзархия Димитър Мишев („La Macédoine et sa Population Chrétienne“) в 1905 година в Лянивор (Lianivor) живеят 185 гърци.
Според доклад на Димитриос Сарос от 1906 година Ляновери (Λιανοβέργι) е елиногласно село в Кулакийската епископия със 175 жители с гръцко съзнание. В селото работи начално гръцко смесено училище с 24 ученици и 1 учител.

### В Гърция
През Балканската война в 1912 година в селото влизат гръцки части и след Междусъюзническата в 1913 година Ляновери остава в Гърция. В 1926 година изписването на името на селото е променено. След Първата световна война в 1922 година в селото са заселени гърци бежанци. В 1928 година Ляновери е смесено местно-бежанско селище с 31 бежански семейства и 143 жители бежанци.
С указ от 5 декември 1946 година Ляновери е откъснато от община Гида и заедно с Палеохори (нефигуриращо в преброяванията от 1961) образува самостоятелна община (кинотита) Ляновери. От 1986 до 2011 година е част от дем Плати.
| Година    | 1913 | 1920 | 1928 | 1940 | 1951 | 1961 | 1971 | 1981 | 1991 | 2001 | 2011 | 2021 |
| --------- | ---- | ---- | ---- | ---- | ---- | ---- | ---- | ---- | ---- | ---- | ---- | ---- |
| Население | 297  | 373  | 525  | 840  | 937  | 1760 | 1631 | 1770 | 1652 | 1696 | 1593 | 1345 |